# Клерви
Клерви — дочь святых Фрагана и Гвенн Тейрброн, сестра святых Жакю, Гветенока и Гвеноле. Дни памяти 3 октября и 21 декабря.
Имя святой Клерви (Klervi, Klervia, Clervie) на кельтском и галльском означает драгоценность, жемчужина. Иногда это имя переводят как сила.

## Звучание
На разных языках её имя выглядит так :
 — По-бретонски : Klervi, Klervie, Klerwie, Kreirvia, Clervie, Creirva, Chreirbia
 — По-галльски: Creirwy
 — На иных языках: Kierwi

## Предание
Согласно преданию:
Одна из сестёр святого Гвеноле однажды охотилась на диких гусей неподалёку от шато Легуен (фр. Lesguen). Один из гусей вырвал её глаз из головы и проглотил. Этот случай опечалил мать и отца. Святой Гвеноле, будучи на молитве в своём монастыре, был о том уведомлен святым ангелом и отправился к своему отцу. Там он со всем усердием взялся ловить гуся и, поймав, надавил на его живот. Вытащив таким образом глаз, он вставил его на место и осенил крестным знамением. Глаз стал красивее, чем был, и святой Клерви вернулось зрение.